# Islamo-nationalisme
L'islamonationalisme, aussi appelé islamo-conservatisme, nationalisme islamique ou brun-vert, est une forme de nationalisme dans les pays façonnés par l'Islam qui, pour des raisons religieuses, sépare un État-nation existant des autres États ou, en tant que mouvement, aspire à son propre État-nation. Il convient toutefois de noter que le concept de nation dans le monde islamique a peu à voir avec la tradition occidentale, puisqu'il s'agit d'États très différents et donc aussi de nationalismes très différents.

## Concept
Le nationalisme musulman est un concept idéologique qui consiste à prôner un État islamique ou une nation basée sur l'Islam et la défense de l'Islam à des fins culturelles, identitaires et civilisationnelles.
Contrairement au panislamisme internationaliste, l'islamo-nationalisme ne cherche pas à étendre son projet au-delà des frontières du pays respectif, et s'appuie également sur des spécificités locales.
Historiquement, le nationalisme musulman a joué un rôle parmi d'autres dans l'Empire russe jusqu'à la fin de la Première Guerre mondiale chez les Tatars et les Bachkirs.
On parle aujourd'hui de nationalisme musulman, notamment à l'égard des États du Pakistan et de l'Iran. Il existe un mouvement nationaliste musulman prononcé en Palestine, en Bosnie et dans le sud des Philippines, entre autres.

## Par pays

### Irak
En Irak, en 1931 est fondé le Parti de la fraternité nationale, un parti de droite nationaliste panarabe,, ce parti était également profondément antimonarchiste car le roi d'Irak est considéré par les nationalistes comme servile aux britanniques. Le parti prend les pleins pouvoirs en 1941 après le coup d'état de Rachid Ali al-Gillani mais sera dissous après la guerre anglo-irakienne où les insurgés irakiens (soutenus et armés par le régime de Vichy) et les forces de l'Axe allemandes et italiennes soient vaincus par les britanniques.
L'hymne des bayonnettes, musique des insurgés irakiens lors de la guerre anglo-irakienne fait mention du djihad. Le Parti de la fraternité nationale était d'obédience sunnite.
L'Islamo-nationalisme chiite existe également en Irak, pays peuplé à majorité de chiites, les nationalistes chiites étaient les principaux opposants au régime de Saddam Hussein, nationaliste laïc.
Plus tard, cet islamo-nationalisme chiite est devenue une force parmi les partisans de Moqtada al-Sadr et de son Mouvement sadriste ainsi que certaines forces des Hachd al-Chaabi.

### Iran
La Révolution iranienne marque le début du Nationalisme irano-islamique chiite et perse.
L'idéologie anti-américaine, anticommuniste et antisioniste de Khomeini attire la sympathie de plusieurs mouvements d'extrême droite européenne (notamment les nationalistes révolutionnaires) mais inquiète la communauté internationale. La révolution étant une conséquence du renversement de Mossadegh.
L'Association du clergé militant est le principal mouvement islamo-nationaliste iranien et l'un des mouvements principlistes les plus influents.
Le régime iranien reçoit des membres de l'extrême droite radicale européenne,.
Il existe un mouvement d'extrême droite islamo-nationaliste radical en Iran, le Front de la Stabilité de la Révolution Islamique, un parti d'extrême droite fondamentaliste composé d'anciens partisans d'Ahmadinejad.

### Pakistan
La création du Pakistan est le fait d'un projet islamo-nationaliste qui prônait la création d'un état musulman séparé de l'Inde dans le cadre d'une Partition des Indes et de la Théorie des deux nations.
Mohamed Iqbal est à l'origine du nationalisme pakistanais, Muhammad Ali Jinnah est le fondateur de la Ligue musulmane et de la nation du Pakistan.
Le nationalisme pakistanais s'exprime sous la forme du renouveau d'un sentiment identitaire parmi les musulmans du Raj britannique du nord-ouest ainsi que du Bengale. Ce nationalisme religieux dans le contexte indien sous-tend que l'hindouisme et l'Islam constituent deux nations, par-delà les clivages régionaux, ethniques et linguistiques. La création du Mouvement pour le Pakistan fait entendre les aspirations d'activistes musulmans indiens souhaitant vivre dans un état à majorité musulman.

### Palestine
Le Grand Mufti de Jérusalem Amin al-Husseini était une personnalité islamo-nationaliste de Palestine. Il collabora avec les nazis pendant la Seconde Guerre mondiale et aida à la création de la Division SS Handschar, une unité musulmane de la Waffen-SS. Il admirait les Allemands et considérait qu'ils avaient trouvé la solution au problème juif.
Le Jihad islamique palestinien prône à la fois nationalisme et islamisme.